# 野崎直治
野崎 直治（のざき なおじ、1924年8月12日 - 2009年4月21日）は、日本の西洋史学者。専門は西洋中世社会経済史。早稲田大学名誉教授。

## 略歴
埼玉県川口市生まれ。1951年早稲田大学文学部西洋史学科卒業。1954年早稲田大学大学院文学研究科史学修士課程修了。ドイツなどヨーロッパ中世社会経済史が専門。1988年、「ドイツ中世農村史の研究」により文学博士の学位を授与。
早大文学部専任講師、助教授をへて、教授。早稲田大学史学会会長、日本歴史学協会監事、社会経済史学会理事・顧問等を歴任。1995年定年、同大学名誉教授となる。2002年、勲三等瑞宝章を受章。

## 著書
- 『ドイツ中世農村史の研究』創文社 1985
- 『ヨーロッパ中世の城』1989 中公新書
- 『ヨーロッパ中世史』1992 有斐閣選書
- 『ドイツ中世社会史の研究』早稲田大学出版部 1995

### 編著
- 『ヨーロッパの反乱と革命』編 山川出版社 1992
- 『概説西洋社会史』編 1994 (有斐閣選書)

### 翻訳
- アルフォンス・ドプシュ『ヨーロッパ文化発展の経済的社会的基礎』石川操、中村宏共訳 創文社 (名著翻訳叢書)1980